# Робърт III Стюарт
Робърт III Стюарт (1337 – 4 април 1406) е крал на Шотландия от 1390 до смъртта си.

## Произход
Син е на крал Робърт II Стюарт и на Елизабет Мур. Роден е около 1337 г., преди родителите му да сключат брак, което го лишава от правото да наследи престола на Шотландия след смъртта на баща си. При раждането си най-възрастният син на крал Робърт II получава името Джон.

## Брак с Анабела Дръмонд. Възкачване на престола
През 1367 г. Джон Стюарт се жени за Анабела Дръмонд, дъщеря на сър Джон Дръмонд, водач на клана Дръмонд, и на Мария Монтифекс. Нейна леля по бащина линия е кралица Маргарет Дръмонд – втората съпруга на крал Дейвид II.
През 1368 г. младият Джон Стюарт получава титлата Граф на Карик. Същата година Джон е признат за престолонаследник на баща си.
През 1384 г. шотландският парламент връчва на Джон специални съдебно-административни правомощия заради бездарното управление на баща му. Усилията му за възстановяване на административния и правния порядък в страната обаче не се увенчават с особени резултати. През 1387 г. Джон осакатява, след като е ритнат от кон, което слага край на управлението му, а мястото му заема по-малкият му брат Робърт, графа на Файф. Джон се възкачва на престола след смъртта на баща си през май 1390 г.

## Крал на Шотландия (1390 – 1406)
Джон променя името си на Робърт, за да избегне титулуването си като Джон II, което фактически би било юридическо признаване на злощастния крал Джон I от рода Балиол в ущърб на законните претенциите на рода Брюс (и на Стюарт като негово разклонение) върху короната на Шотландия. Така през август 1390 Джон е коронован за крал на Шотландия в Скоун под името Робърт III.
Поради лошото си здравословно състояние и напредналата си възраст Робърт III е неспособен да се занимава с държавни дела и фактически предава управлението в ръцете на брат си Робърт Файфски.

### Вътрешна политика
Периодът на царуването на Робърт III се харакеризира с усилено разлагане на администрацията и с отсъствие на правен ред в страната. През този период рязко се засилва влиянието на шотландските кланове, особено в планинските части на страната – големите кланове враждували помежду си, планинците извършвали набези над близките градове, засилил се и антагонизма между „варварския“ келтски запад и „цивилизования“ изток на страната. През 1396 г. в Пърт, в присъствието на краля, се състоял дуел между членове на клановете Четън и Кей, който прераства в кървав побой, в който почти всички участници били убити. От друга страна, западането на кралската власт предизвиква разцвет на келтската култура във високите части на Шотландия. Покровител на келтската култура в страната бил Доналд Макдоналд, лорд на Островите, който фактически води независима от централната власт политика.
Спадът на приходите на кралската хазна, започнал при Робърт II, при Робърт III достига най-високите си нива. Единственият източник на приходи за хазната останал кралският домен, тъй като владенията на повечето барони се ползвали с данъчни привилегии и приходите от тях се събирали в частните съкровищници на благородниците.

### Външна политика
Въпреки възобновяването на Френско-шотландския алианс през 1391 г., първата половина от управлението на Робърт III се отличават с относителен мир и сближение с Англия. Между двата двора протичат активни контакти, а между дворяните от двете кралства се организирали дори рицарски турнири. Между Робърт III и Ричард II дори започват преговори за сключване на мирен договор.
През 1399 г. в Англия е извършен преврат и на власт идва Хенри IV Ланкастър, който подновява агресивната политика на кралството срещу Шотландия. Повод за войната дава самият престолонаследник на Шотландия – синът му Дейвид Стюарт, който отказва да се ожени за дъщерята на граф Джордж Дънбар заради по-голямата зестра, която граф Дъглас предлагал за дъщеря си. Това принуждава граф Дънбар да се обърне за помощ към английския крал. Хенри IV се възползва от възможността и обявява война на Шотландия. През 1400 английските войски достигат и обсаждат Единбург, а през 1402 г. шотландците са разбити при Хамилдън Хил. От своя страна Шотландия оказва подкрепа на бунта срещу Хенри IV в Англия и Уелс. През 1405 г. след краха на въстанието му срещу Ланкастър графът на Нортумбрия намира убежище в двора на Робърт III.

### Борба за трона
Слаботта на краля отключва и борбата между бароните в кралството за фактическото управление на страната. Оформят се две основни партии: първата застава зад брата на краля Робърт (от 1398 херцог на Олбани), а другата – зад най-големия син на краля – Дейвид Стюарт. През 1399 парламентът обявява херцог Олбани за некомпетентен и го отстранява от управлението, назначава Дейвид Стюарт за „лейтенент“ на страната и му предава управлението за период от 3 години. Смъртта на граф Арчибалд Дъглас, един от поддръжниците на Дейвид, и възобновяването на войната с Англия отслабват позициите на партията на наследника. През 1402 Дейвид Стюарт е арестуван по заповед на чичо си и е оставен да умре от глад. Така Олбани възстановява властта си в Шотландия. Опасявайки се за живота и на втория си син Джеймс, през февруари 1406 Робърт III изпраща тайно сина си в Дъртлътън, откъдето принцът трябвало да се качи на кораб за Франция. Научавайки за това, Робърт Олбани изпраща значителни войски след Джеймс. В разигралото се сражение стражите на принца успяват да го евакуират с лодка на един пуст остров Бас Рок, където прекарват близо месец преди пристигането на френския кораб. Робърт Олбани уведомява за това английския крал, който организира нападение над кораба, превозващ принца към Франция. Така 11-годишният Джеймс е пленен от англичаните и е отведен в Англия, където е държан в плен цели 18 години. Като научава за съдбата на сина си, Робърт III получава сърдечен удар и умира на 4 април 1406 г. в замъка в Родсей, Шотландия.

## Деца
Робърт III и Анабела Дръмонд имат шест деца:
- Елизабет Стюарт (ум. 1411)
- Маргарет Стюарт (ум. 1456)
- Мери Стюарт (ум. 1458)
- Егидия Стюарт
- Дейвид Стюарт (1378 – 1402), херцог Ротсей, женен за (1400) на Марджори Дъглас, дъщеря на Арчибалд Свирепия, 3-ти граф Дъглас
- Джеймс I Стюарт (1394 – 1437), крал на Шотландия